# 高力正長
高力 正長（こうりき まさなが）は、戦国時代から安土桃山時代にかけての武将。徳川氏の家臣。官位は従五位下・土佐守。

## 生涯
徳川家康の重臣で武蔵国岩槻藩主・高力清長の長男として誕生。
父・清長と同じく徳川家康に仕え、三方ヶ原の戦い・長篠の戦い・小牧・長久手の戦いなどで戦功を立てた。 天正10年（1582年）には武田勝頼の娘・貞姫（後に宮原義久室）を預かる役目を請け負った。天正15年（1587年）、大番頭に就任。慶長4年（1599年）、従五位下土佐守に叙任する。しかし、同年、父に先立って早世し家督は長男・忠房が継いだ。

## 系譜
- 父：高力清長（1530-1608）
- 母：阿倍道金娘
- 正室：本多忠俊娘
  - 長男：高力忠房（1584-1656）
- 生母不明の子女
  - 次男：高力正重
  - 三男：高力長次
  - 女子：本多信勝室
  - 女子：脇坂某室